# Östra Tarvobron

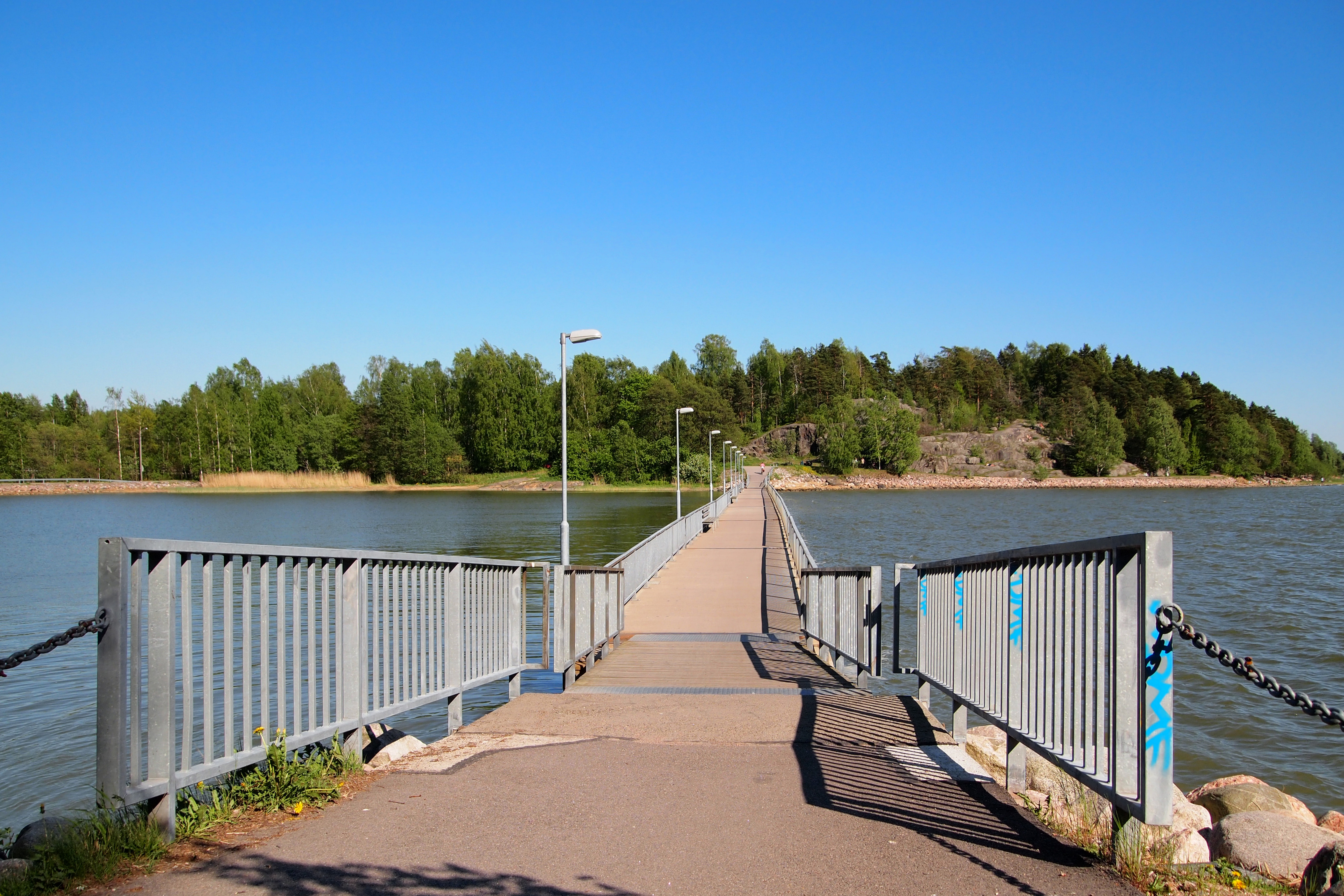
Östra Tarvobron 2014 sedd från Tarvo mot Långnäs

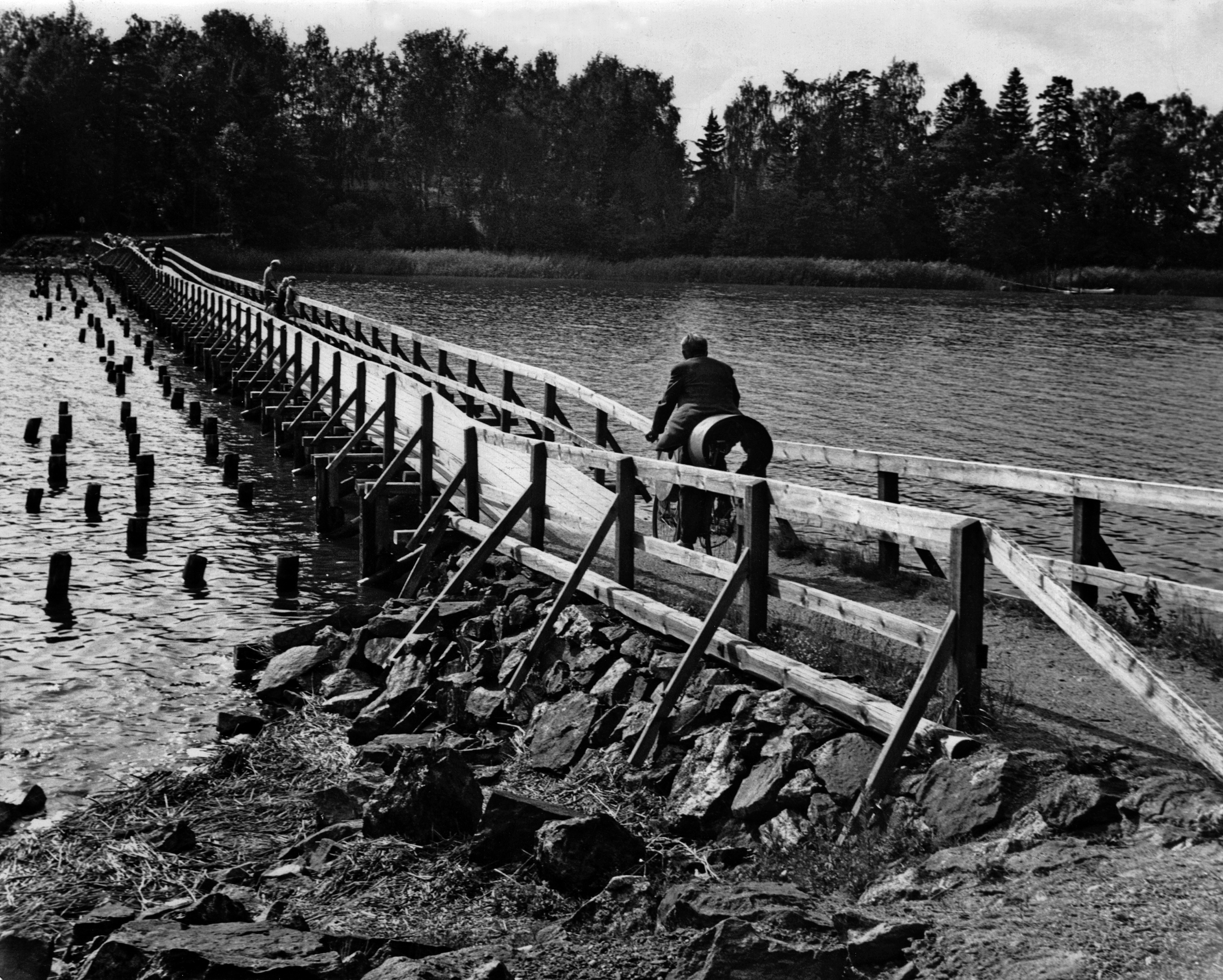
Östra Tarvobron 1956 sedd från Långnäs mot Tarvo

Östra Tarvobron (finska: Itäinen Tarvonsilta) är en 150 meter lång bro mellan Långnäs på fastlandet och holmen Tarvo i Helsingfors stad i Finland. På västra sidan av Tarvo finns Västra Tarvobron. Bron ligger i Östra Tarvosundet som skiljde Bredviken från Stora Hoplaxviken innan vattenvägen stängdes av på 1960-talet av motorvägsbanken 100 meter norr om bron. Bron är avsedd för gång- och cykeltrafik. Den nuvarande pontonbron är byggd år 1998. Den första bron till Tarvo byggdes 1915 som en del av en kanonväg mellan Munksnäs och Bredvik för den ryska fortifikationslinjen Krepost Sveaborg. 